# 庫利薩雷

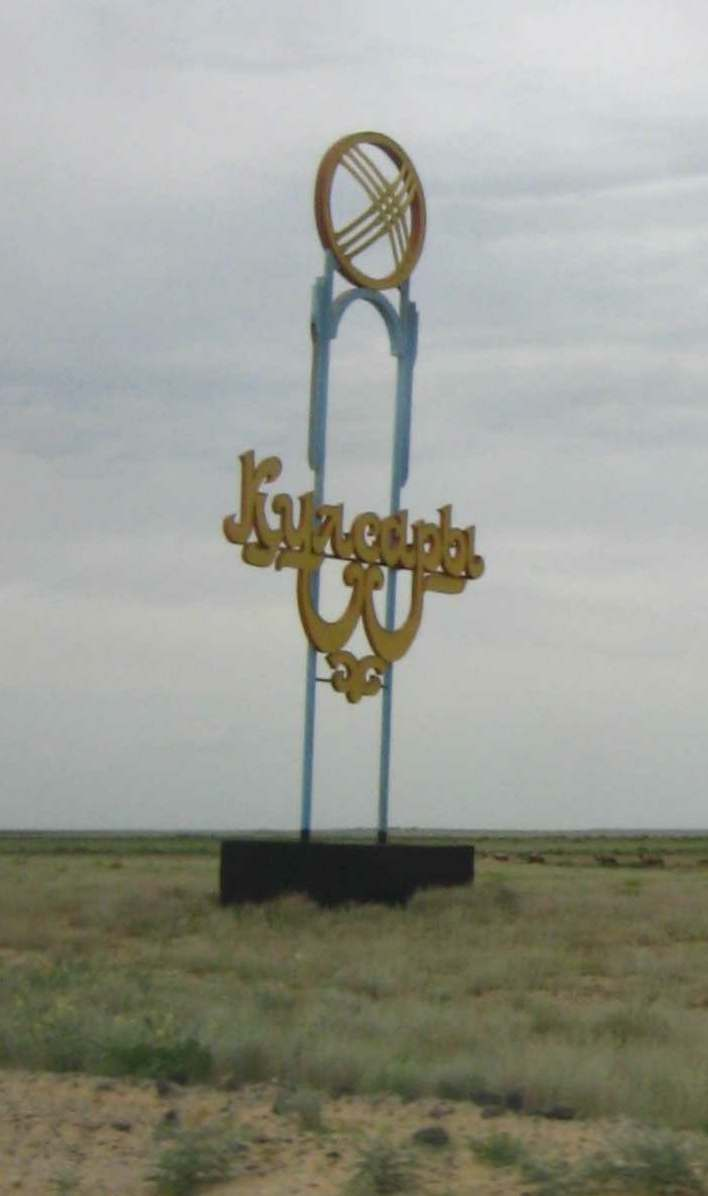
庫利薩雷

庫利薩雷是哈薩克的城鎮，由阿特勞州負責管轄，位於該國西部，距離首府阿特勞230公里，始建於1939年，主要經濟活動是出產石油，2009年人口45,220。